# Football Club Crotone 2005-2006
Questa pagina raccoglie i dati riguardanti il Football Club Crotone per la stagione sportiva 2005-2006.

## Stagione
Nella stagione 2005-2006 il Crotone per la terza stagione di fila allenato da Gian Piero Gasperini disputa il campionato di Serie B, vi raccoglie 63 punti con il nono posto finale in classifica, a tre soli punti dai Play-off. Al termine del girone di andata ha messo insieme 27 punti, nel ritorno giocato costantemente in crescita, raccoglie un bottino di ben 36 punti. Solo la partenza rallentata, e le tre sconfitte nelle ultime tre trasferte di Avellino, Rimini e Bergamo, impediscono alla squadra rossoblù di giocarsi gli spareggi promozione. Nella truppa dei pitagorici di Gasperini, ottimo il campionato della mezzapunta Jeda che firma 15 reti, 6 delle quali però su calcio di rigore, mentre è stato di 7 reti il contributo del ceco Jaroslav Sedivec tutti segnati su azione. Nella Coppa Italia Tim Cup nel primo turno il Crotone supera (0-2) la Sangiovannese in terra Toscana, mentre nel secondo turno, esce dal torneo sconfitto allo Scida (2-3) dall'Empoli dopo i tempi supplementari, al novantesimo la partita era sull'(1-1).

## Rosa
| N. |                      | Ruolo | Calciatore          |
| -- | -------------------- | ----- | ------------------- |
| 1  | Italia (bandiera)    | P     | David Dei           |
| 2  | Marocco (bandiera)   | D     | Jamal Alioui        |
| 2  | Brasile (bandiera)   | D     | Ângelo              |
| 3  | Italia (bandiera)    | D     | Francesco Scardina  |
| 4  | Italia (bandiera)    | C     | Alfredo Cardinale   |
| 5  | Italia (bandiera)    | D     | Francesco Rossi     |
| 6  | Italia (bandiera)    | C     | Ferdinando Giuliano |
| 6  | Italia (bandiera)    | D     | Simone Paolo Puleo  |
| 7  | Francia (bandiera)   | C     | Sébastien Piocelle  |
| 8  | Italia (bandiera)    | P     | Salvatore Soviero   |
| 9  | Italia (bandiera)    | A     | Nello Russo         |
| 9  | Italia (bandiera)    | A     | Graziano Pellè      |
| 10 | Italia (bandiera)    | A     | Nazzareno Tarantino |
| 11 | Francia (bandiera)   | D     | Abdoulay Konko      |
| 13 | Rep. Ceca (bandiera) | A     | Jaroslav Šedivec    |
| 15 | Italia (bandiera)    | C     | Andrea Gentile      |
| 16 | Italia (bandiera)    | P     | Ilario Lamberti     |
| 17 | Italia (bandiera)    | P     | Rosario Cosimo      |
| 18 | Italia (bandiera)    | C     | Antonio Galardo     |
| 19 | Italia (bandiera)    | D     | Antonio Scerbo      |
| 20 | Paraguay (bandiera)  | A     | Tomás Guzmán        |

| N. |                       | Ruolo | Calciatore           |
| -- | --------------------- | ----- | -------------------- |
| 20 | Uzbekistan (bandiera) | A     | Ilyos Zeytullayev    |
| 21 | Italia (bandiera)     | D     | Gennaro Scarlato     |
| 22 | Italia (bandiera)     | A     | Giuseppe Turano      |
| 23 | Italia (bandiera)     | A     | Nicola Ferrari       |
| 24 | Italia (bandiera)     | D     | Domenico Maietta     |
| 25 | Italia (bandiera)     | D     | Pier Luigi Borghetti |
| 26 | Italia (bandiera)     | D     | Giovanni Paschetta   |
| 27 | Brasile (bandiera)    | A     | Jeda                 |
| 28 | Croazia (bandiera)    | C     | Ivan Jurić           |
| 44 | Italia (bandiera)     | C     | Giampaolo Ciarcià    |
| 50 | Italia (bandiera)     | C     | Stefano Vallone      |
| 58 | Italia (bandiera)     | A     | Simone Tambone       |
| 62 | Italia (bandiera)     | C     | Luca Scicchitano     |
| 77 | Italia (bandiera)     | C     | Andrea Gasperini     |
| 81 | Brasile (bandiera)    | C     | Paquito              |
| 84 | Algeria (bandiera)    | A     | Abdelkader Ghezzal   |
| 85 | Italia (bandiera)     | C     | Antonio Nocerino     |
| 86 | Italia (bandiera)     | D     | Emilio Scarriglia    |
| 86 | Italia (bandiera)     | C     | Raffaele Giove Laino |
| 87 | Italia (bandiera)     | D     | Giuseppe Figliomeni  |

## Risultati

### Campionato

#### Girone di andata
| Arbitro: | Gava (Conegliano) |

|                         |           |  |
| Abbruscato 90+3’, 90+6’ | Marcatori |  |

| Arbitro: | Bergonzi (Genova) |

|                                                  |           |  |
| Konko 24’, 75’ Galardo 45+1’ Aldegani 68’ (aut.) | Marcatori |  |

| Arbitro: | Bergonzi (Genova) |

|            |           |  |
| Bucchi 90’ | Marcatori |  |

| Arbitro: | De Marco (Chiavari) |

|                       |           |                 |
| Guzman 8’ (rig.), 42’ | Marcatori | 59’ Vantaggiato |

| Arbitro: | Cassarà (Palermo) |

|  |           |                                 |
|  | Marcatori | 20’ (rig.) Schwoch 75’ Fabbrini |

| Torino 20 settembre 2005, ore 20:30 6ª giornata | Torino          | 0 – 0 | Crotone | Stadio delle Alpi\| Arbitro: \| Brighi (Cesena) \| |
| Arbitro:                                        | Brighi (Cesena) |       |         |                                                    |

| Arbitro: | Romeo (Verona) |

|                                         |           |            |
| Jeda 50’ Tarantino 72’ N. Ferrari 90+5’ | Marcatori | 37’ Sottil |

| Arbitro: | Racalbuto (Gallarate) |

|                 |           |                                   |
| Della Rocca 80’ | Marcatori | 85’ N. Russo 90+4’ (aut.) Mezzano |

| Arbitro: | Farina (Novi Ligure) |

|            |           |             |
| Guzman 62’ | Marcatori | 75’ Noselli |

| Arbitro: | De Santis (Roma) |

|              |           |  |
| Corona 45+2’ | Marcatori |  |

| Arbitro: | Preschern (Mestre) |

|              |           |  |
| Scarlato 72’ | Marcatori |  |

| Cesena 25 ottobre 2005, ore 20:30 12ª giornata | Cesena           | 0 – 0 | Crotone | Stadio Dino Manuzzi\| Arbitro: \| Rodomonti (Roma) \| |
| Arbitro:                                       | Rodomonti (Roma) |       |         |                                                       |

| Crotone 29 ottobre 2005, ore 16:00 13ª giornata | Crotone                     | 0 – 0 | Pescara | Stadio Ezio Scida\| Arbitro: \| Girardi (San Donà di Piave) \| |
| Arbitro:                                        | Girardi (San Donà di Piave) |       |         |                                                                |

| Arbitro: | De Marco (Chiavari) |

|                |           |                   |
| Adailton 45+2’ | Marcatori | 38’ (rig.) Guzman |

| Arbitro: | Herberg (Messina) |

|             |           |                 |
| Fattori 45’ | Marcatori | 61’ (rig.) Jeda |

| Arbitro: | Rizzoli (Bologna) |

|  |           |            |
|  | Marcatori | 73’ Baccin |

| Arbitro: | Gabriele (Frosinone) |

|                              |           |  |
| Godeas 61’ Di Venanzio 90+1’ | Marcatori |  |

| Arbitro: | Rodomonti (Roma) |

|                      |           |             |
| Sedivec 21’ Jeda 90’ | Marcatori | 13’ Millesi |

| Arbitro: | Brighi (Cesena) |

|                                |           |  |
| Marchesetti 47’ Carparelli 52’ | Marcatori |  |

| Arbitro: | Lops (Torino) |

|                                |           |  |
| N. Ferrari 5’ Sedivec 16’, 62’ | Marcatori |  |

| Arbitro: | Pantana (Macerata) |

|                      |           |  |
| Bruno 21’ Mareco 63’ | Marcatori |  |

#### Girone di ritorno
| Arbitro: | Tagliavento (Terni) |

|             |           |  |
| Piocelle 3’ | Marcatori |  |

| Arbitro: | Cassarà (Palermo) |

|                                            |           |  |
| F. Rossi 27’ (aut.) Padalino 39’ Cacia 43’ | Marcatori |  |

| Arbitro: | P.S. Mazzoleni (Bergamo) |

|                  |           |  |
| Juric 60’ (rig.) | Marcatori |  |

| Arbitro: | Racalbuto (Gallarate) |

|            |           |                           |
| Pagano 20’ | Marcatori | 24’, 51’ Sedivec 27’ Jeda |

| Arbitro: | Giannoccaro (Lecce) |

|  |           |                 |
|  | Marcatori | 45+1’ Paschetta |

| Arbitro: | Ayroldi (Molfetta) |

|           |           |            |
| Pellè 50’ | Marcatori | 49’ Rosina |

| Arbitro: | Rodomonti (Roma) |

|                                    |           |                    |
| Spinesi 3’, 71’ (rig.) Mascara 80’ | Marcatori | 12’ Juric 33’ Jeda |

| Arbitro: | Gabriele (Frosinone) |

|                                      |           |  |
| Jeda 5’ (rig.), 28’ (rig.) Pellè 79’ | Marcatori |  |

| Arbitro: | Bertini (Arezzo) |

|                               |           |                        |
| Gasparetto 7’, 55’ Cioffi 18’ | Marcatori | 30’ Zeytulaev 71’ Jeda |

| Arbitro: | Rocchi (Firenze) |

|                         |           |            |
| Sedivec 23’ Pellè 90+4’ | Marcatori | 10’ Corona |

| Arbitro: | Gabriele (Frosinone) |

|             |           |  |
| Defendi 75’ | Marcatori |  |

| Arbitro: | Gava (Conegliano) |

|                   |           |                             |
| F. Rossi 51’, 79’ | Marcatori | 40’ Papa Waigo 75’ Salvetti |

| Arbitro: | Herberg (Messina) |

|           |           |                            |
| Vigna 52’ | Marcatori | 80’ Konko 90+3’ N. Ferrari |

| Arbitro: | Tagliavento (Terni) |

|                             |           |           |
| Jeda 38’ (rig.) Sedivec 72’ | Marcatori | 17’ Iunco |

| Arbitro: | Stefanini (Prato) |

|          |           |             |
| Jeda 81’ | Marcatori | 68’ Galasso |

| Arbitro: | Cassarà (Palermo) |

|                    |           |  |
| D'Angelo 9’ (rig.) | Marcatori |  |

| Arbitro: | M. Mazzoleni (Bergamo) |

|                                                           |           |                                 |
| Erpen 7’ (aut.) Zeytulaev 28’ Jeda 67’ (rig.) Galardo 77’ | Marcatori | 48’ (rig.) Eliakwu 89’ Galloppa |

| Arbitro: | Brighi (Cesena) |

|                         |           |  |
| Danilevicius 34’ (rig.) | Marcatori |  |

| Arbitro: | Gava (Conegliano) |

|                         |           |                |
| Pellè 31’, 41’ Jeda 68’ | Marcatori | 34’ Carparelli |

| Arbitro: | Rizzoli (Bologna) |

|                                      |           |                               |
| Iacopino 73’ Minelli 78’ Joelson 84’ | Marcatori | 59’ Zeytulaev 67’ (rig.) Jeda |

| Arbitro: | Morganti (Ascoli Piceno) |

|                                      |           |                           |
| F. Rossi 14’ Konko 38’ Jeda 52’, 56’ | Marcatori | 19’ Del Nero 70’ Depetris |

### Coppa Italia
| Arbitro: | Banti (Livorno) |

|  |           |                              |
|  | Marcatori | 18’ (rig.) Juric 57’ Maietta |

| Arbitro: | Marelli (Como) |

|                           |           |                               |
| Juric 90+4’ N. Russo 107’ | Marcatori | 85’, 105+2’ Lodi 92’ Serafini |